# Gunnar Richter
Gunnar Richter (* 1953 in Hamburg) ist ein deutscher Pädagoge, Mitbegründer und ehemaliger Leiter der Gedenkstätte des KZ Breitenau in Guxhagen und Teilnehmer der dOCUMENTA (13).

## Leben und Werk
Gunnar Richter studierte Gesellschaftslehre und Kunst an der Gesamthochschule Kassel (heute Universität Kassel) für das Lehramt an Gymnasien. Er absolvierte 1982/83 sein Referendariat am Gymnasium Philippinum Weilburg und arbeitete ab 1984 in der Gedenkstätte Breitenau – zunächst auf Werkvertragsebene, dann als wissenschaftlicher Mitarbeiter und seit 1990 als Leiter der Gedenkstätte. 1985 begann er, gemeinsam mit Hanne Wiltsch in einem von Dietfrid Krause-Vilmar geleiteten Forschungsprojekt die museumspädagogische Arbeit in der Gedenkstätte Breitenau weiterzuentwickeln und wirkte somit am von Thomas Lutz aufgebauten Netzwerk von Gedenkstätten für die Opfer des Nationalsozialismus mit.
1985 nahm Richter am internationalen Seminar der Evangelischen Akademie Berlin mit dem Titel „Gedenkstättenarbeit in Ost und West – Wie kann die Geschichte an die Jugend vermittelt werden?“ teil, einem ersten internationalen Austausch von Gedenkstättenvertretern aus Israel, Italien, den Niederlanden, Österreich, Polen, der Tschechoslowakei, der DDR, der Bundesrepublik und den USA. 1988 wurden hierzu unter Hesses Mitarbeit überarbeitete Seminar-Beiträge veröffentlicht. 1987 fand ein weiteres Seminar in der Internationalen Jugendbegegnungsstätte Auschwitz statt, das sich mit in Lagern entstandenen Kunstwerken von NS-Verfolgten befasste. Auch über dieses Seminar wurde ein Buch herausgegeben. Im Jahr 1993 veröffentlichte Richter ein Buch über die Geschichte Breitenaus mit Schwerpunkt auf der Zeit des Nationalsozialismus.
Promoviert wurde Richter 2004 an der Universität Kassel bei Jens Flemming und Ulrich Mayer über die Geschichte des Arbeitserziehungslagers Breitenau (1940–1945) und über den gesellschaftlichen Umgang mit dieser Vergangenheit.
Das Kloster Breitenau war im Jahr 2012 einer der Ausstellungsorte der dOCUMENTA (13). Als Teilnehmer dieser Ausstellung veröffentlichte Richter seine Arbeit auf dem Hochschulschriftenserver der Universität Kassel.
Richter wurde 2019 als Leiter der Gedenkstätte Breitenau verabschiedet.

### Ausstellung Projektgruppe Breitenau
Seit 1979 war Richter Mitglied der von Dietfrid Krause-Vilmar geleiteten „Projektgruppe Breitenau“. 1981 legte er an der Universität Kassel eine lokalgeschichtliche Untersuchung in Form einer Ton-Dia-Reihe über die Recherchen zu einem Massenmord am Ende des Zweiten Weltkriegs in Breitenau und den späteren Umgang mit diesem Verbrechen vor. 1982 wurde er eingeladen, diese Ton-Dia-Reihe im Rahmen des Programms der Freien internationalen Universität (FIU) von Joseph Beuys auf der Documenta 7 zu zeigen. Diese Ausstellung war allerdings nicht Teil des offiziellen Programms der FIU, obwohl sie im Programm der FIU angekündigt wurde. Ende August 1982 wurde eine Ausstellung der Projektgruppe zur Geschichte Breitenaus in der NS-Zeit unter dem Titel „Erinnern an Breitenau 1933-1945“ zusammen mit der Ton-Dia-Reihe parallel zur Documenta 7 in der Kunsthochschule Kassel gezeigt. Ende 1982 wurde diese Ausstellung als Dauerausstellung in der ehemaligen Zehntscheune des Klosters Breitenau eingerichtet, die 1990–1992 vom Künstler Stephan von Borstel neu gestaltet wurde. Die Gründung der Gedenkstätte Breitenau erfolgte 1984.

## Veröffentlichungen (Auswahl)
- mit Wulff Brebeck, Angela Genger, Dietfrid Krause-Vilmar, Thomas Lutz (Hrsg.): Zur Arbeit in Gedenkstätten für die Opfer des Nationalsozialismus. Ein internationaler Überblick, Aktion Sühnezeichen Friedensdienste e. V., Berlin 1988, ISBN 3-89246-013-2
- mit Wulff E. Brebeck, Angela Genger, Dietfrid Krause-Vilmar, Thomas Lutz (Hrsg.): Über-Lebens-Mittel. Kunst aus Konzentrationslagern und in Gedenkstätten für die Opfer des Nationalsozialismus, Jonas Verlag für Kunst und Literatur, Marburg 1992, ISBN 3-89445-131-9
- Gunnar Richter (Hrsg.): Breitenau. Zur Geschichte eines nationalsozialistischen Konzentrations- und Arbeitserziehungslagers. Mit Beiträgen von Wolfgang Ayaß und Ralf Löber, Jenior & Pressler, Kassel 1993, ISBN 3-928172-25-5
- Das Arbeitserziehungslager Breitenau (1940–1945). Ein Beitrag zum nationalsozialistischen Lagersystem. Straflager, Haftstätte und KZ der Gestapostelle Kassel für Gefangene aus Hessen und Thüringen. Dissertation. In: Fachbereich Erziehungswissenschaft / Humanwissenschaften der Universität Kassel, Redaktion: Dietfrid Krause-Vilmar (Hrsg.):  Band 22. Winfried Jenior, Kassel 2009, ISBN 978-3-934377-42-4